# 柳並
柳並（?—?），字伯存，蒲州解县人，唐朝政治人物，出自河东柳氏，尚書右丞柳範的曾孙，睦州刺史柳齊物的孙子，柳喜的儿子。
唐代宗大历年间，征辟为河东府掌书记，升任为殿中侍御史。柳並与刘太真、尹征、王恒、卢异、卢士式、贾邕、赵匡、阎士和等人向萧颖士执弟子礼，以次授业。柳並爱好黄老之学。萧颖士曾说：“刘太真，吾入室之弟子，斯文不坠，寄托给他了。尹征博闻强识，阎士和钩深致远，我不能赶上了。柳並不受命而崇尚黄、老，我也没有什么责备的了？”安禄山受宠，萧颖士暗中对柳並说：“胡人负宠而骄，乱不久矣。东京其先陷乎！”柳並弟柳谈（柳淡），字中庸，官至洪府戶曹參軍，萧颖士把女儿嫁给柳淡。柳並失明后在家中去世。有子柳道倫。